# Assencières
Assencières ist eine französische Gemeinde mit 189 Einwohnern (Stand 1. Januar 2022) im Département Aube in der Region Grand Est (vor 2016 Champagne-Ardenne). Sie gehört zum Kanton Brienne-le-Château im Arrondissement Troyes. 

## Geographie
Assencières liegt etwa zehn Kilometer ostnordöstlich von Troyes.
Nachbargemeinden sind Luyères im Norden, Bouy-Luxembourg im Nordosten und Osten, Rouilly-Sacey im Osten und Südosten, Mesnil-Sellières im Süden, Villechétif im Südwesten sowie Creney-près-Troyes im Westen und Südwesten.

## Bevölkerungsentwicklung
| Jahr                       | 1962 | 1968 | 1975 | 1982 | 1990 | 1999 | 2006 | 2011 | 2019 |
| -------------------------- | ---- | ---- | ---- | ---- | ---- | ---- | ---- | ---- | ---- |
| Einwohner                  | 68   | 73   | 85   | 89   | 106  | 145  | 170  | 201  | 181  |
| Quellen: Cassini und INSEE |      |      |      |      |      |      |      |      |      |

## Sehenswürdigkeiten
- Kirche Saint-Pierre-et-Saint-Paul aus dem 16. Jahrhundert

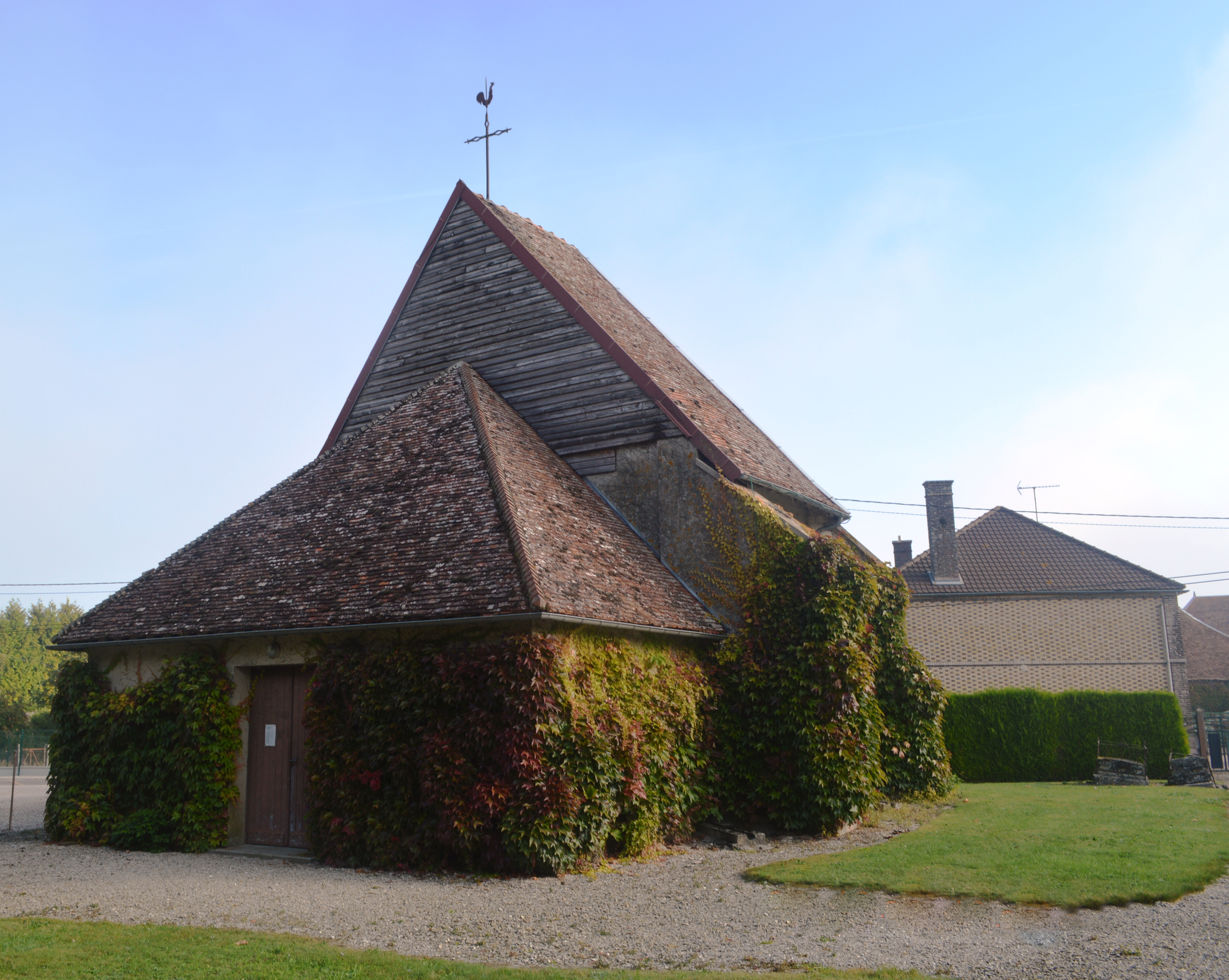
Kirche Saint-Pierre-et-Saint-Paul